# Мауасса, Фету
Крист-Эмманюэ́ль Фету́ Мауасса́ (фр. Christ-Emmanuel Faitout Maouassa; род. 6 июля 1998 года, Вильпент, Франция) — французский футболист, защитник.

## Клубная карьера
Фету Мауасса начал заниматься футболом в семь лет, играл за городские команды. В 15 лет перешёл в академию «Нанси», из которой выпустился в 2015 году.
С 2015 года выступает за вторую команду. С сезона 2015/16 привлекается к тренировкам с основной. 3 августа 2015 года дебютировал во втором французском дивизионе в поединке против «Тура», выйдя на замену на 60-й минуте вместо Мориса Дале. Всего в своём дебютном сезоне провёл четыре встречи, забил один мяч.

## Карьера в сборной
Является центральным игроком юношеских сборных Франции различных возрастов. Стал чемпионом Европы среди юношей до 17 лет в 2015 году, сыграв на турнире во всех шести встречах. Принимал участие в чемпионате мира 2015 года среди юношеских команд. В 2016 году сыграл на чемпионате Европы среди юношей до 19 лет.

## Достижения
- Победитель чемпионата Европы (до 17 лет): 2015